# Djangology
Djangology est un album live du guitariste de jazz Biréli Lagrène avec le WDR Big Band.

## Description
Djangology est enregistré lors d’un concert à Cologne en septembre 2005 et constitue le premier album de Biréli Lagrène avec un big band, le WDR Big Band dirigé et arrangé par Michael Abene. L’album est avant tout un hommage à la musique de Django Reinhardt au travers de cinq de ses compositions auquel le format du big band donne une nouvelle couleur. Le reste du disque sont des standards et une composition de Lagrène, Place du Tertre, qui ouvre énergiquement l’album. Comme il le fait parfois, Biréli Lagrène chante sur Good Life et The Shadow of Your Smile,.

## Titres
| No  | Titre                    | Musique                                               | Durée |
| --- | ------------------------ | ----------------------------------------------------- | ----- |
| 1.  | Place du Tertre          | Biréli Lagrène                                        | 9:16  |
| 2.  | Good Life                | Jean Broussolle, Jack Reardon, Sacha Distel           | 5:07  |
| 3.  | Djangology               | Django Reinhardt                                      | 6:00  |
| 4.  | Impromptu                | Django Reinhardt                                      | 8:28  |
| 5.  | The Shadow of Your Smile | Paul Webster, Johnny Mandel                           | 6:12  |
| 6.  | Blues en mineur          | Django Reinhardt                                      | 8:59  |
| 7.  | Anouman                  | Django Reinhardt                                      | 5:38  |
| 8.  | Flèche d'or              | Django Reinhardt                                      | 6:48  |
| 9.  | Caravan                  | Juan Tizol, Duke Ellington, Irving Mills              | 6:18  |
| 10. | All of Me                | Gerald Marks, Seymour Simmons, arrangement James Wood | 6:53  |

## Musiciens
- Biréli Lagrène – Guitare, chant (sur les pistes 2 et 5)

WDR Big Band
- Michael Abene – Chef d’orchestre et arrangements
- Heiner Wiberny – Saxophone alto
- Karolina Strassmayer – Saxophone alto
- Olivier Peters – Saxophone ténor
- Paul Heller – Saxophone ténor
- Jens Neufang – Saxophone baryton
- Andy Haderer – Trompette
- Rob Bruynen – Trompette
- Klaus Osterloh – Trompette
- John Marshall – Trompette
- Frederik Köster – Trompette
- Ludwig Nuss – Trombone
- Dave Horler – Trombone, arrangements (pistes 9 et 10)
- Bernt Laukamp – Trombone
- Mattis Cederberg – Trombone baryton
- Frank Chastenier – Piano
- John Goldsby – Contrebasse
- Hans Dekker – Batterie